# 山形空港まつりスカイダイビング墜落事故
山形空港まつりスカイダイビング墜落事故（やまがたくうこうまつりスカイダイビングついらくじこ）は、1974年8月11日に山形県東根市にある山形空港でのイベント「山形空港まつり」で起きたスカイダイビングの死亡事故。
以後、事故を起こし死亡したスカイダイバーをA、降下中にAと接触したスカイダイバーをBと表記する。また、ここに表記する団体名、施設名、肩書などはすべて当時のものとする。

## 事故背景

### 航空祭
事故の起きた「山形空港まつり」は、山形空港の開港を記念して行われる行事で、この時は開港10周年記念であった。この日の10時から開催され、見物客の人数は、東根市の観光課による推定で約4万人とされている。スカイダイビングの他に民間ヘリコプターの曲芸飛行などのアトラクションが行われた。山形空港まつりで、スカイダイビングを実施するのは、この時で3回目であった。

### スカイダイビングによるデモンストレーションの概要
スカイダイビングの3団体、20人が参加した。事故のスカイダイビングのデモンストレーションはこの日の2回目で、セスナ3機に3人ずつ分乗、9人が同時にダイブし、パラシュートを開いた後に発煙筒を焚きながら降下する予定だった。

### 事前対策
イベント前日の8月10日、スカイダイビングを実施する3団体、運輸省の山形空港出張所、飛行機の運用を行う東邦航空、それぞれの代表者による安全対策の協議が行われた。ここでセスナ機の編隊飛行の間隔を通常より広く30mとるなどの対策をとることが決定した。
参加したダイバーは空港祭の3日前に降下の練習を始めた。ただし9名が同時に降下をしたのは、この日が初めてのことだった。

### Aの経験
大学入学後からスカイダイビングを始めて、この時スカイダイビング歴5年、120回以上の降下を経験していた。

## 事故状況

### 天候
山形気象台での観測した事故のあった日の天気は、晴れ。午前9時の気温は25.0℃、湿度75%、北北西の風、風速0.8m/s。

### 事故の概要
Aは1番機に乗り込み、女優の應蘭芳に続いて、午前11時50分ごろ、高度1,050mから降下を開始し、高度750mでメインパラシュートを開いた。Bは2番機から降下を開始した。
高度300m付近でAの足がBのパラシュートと接触し、Bのメインパラシュートがしぼんだ。BはAに対して「カットウェイ（パラシュートの切り離し）しますか」と聞いたところ、Aから「ちょっと待ってくれ」と返答があったが、Bは危険を察知し、自身のメインパラシュートを切り離し、予備のパラシュートを開いて無事に着陸した。一方Aも自身のメインパラシュートを切り離したが、予備のパラシュートが開かず、空港滑走路東側約20メートルの草むらに墜落した。地面に激突した際、身体が10mほどバウンドする勢いであった。
空港祭の見物客は、からみあって落ちてくる2名のダイバーも「ショー」の一部だと思っていたが、地面にたたきつけられた瞬間、大騒ぎとなった。

## 事故原因
Aは足に付けた発煙筒の着火に夢中になり、気が付かない間にBのパラシュートの孔に足が入ってしまった。Bのパラシュートはしぼみ、Bは急降下をはじめた。このためBはメインパラシュートを切り離した後、予備のパラシュートを開いた。Aは自分のメインパラシュートとBのメインパラシュートが絡まって危険と判断し、メインパラシュートを切り離した。しかし、Aの右腕にBの切り離したメインパラシュートが絡まって右腕を脱臼した。このためAは予備のパラシュートのリップコードを引くことができず、墜落したと考えられる。